# 이정용
이정용(李政用, 1969년 8월 8일 ~ )은 대한민국의 배우, 음악가, 가수, 작사가, 작곡가, 모델, 작가, 유튜버이다.

## 학력
- 1988년 ~ 1990년 서울예술전문대학 연극학과 전문학사
- 1994년 ~ 1998년 서울신학대학교 연극영화학과 학사

## 경력
- 1994년 ~ 1998년 극단 신시 뮤지컬 컴퍼니 단원
- 1995년 MBC 공채 6기 개그맨
- 2002년 SFAA 콜렉션 모델
- 2006년 연예인 히말라야 아일랜드 피크 원정대 대원
- 2010년 문화체육인 환경지킴이단 홍보대사
- 2011년 서울호서예술실용전문학교 스포츠건강관리학부 교수
- 2012년 생명나눔 친선대사
- 2014년 제1회 서울특별시 장기기증의 날 홍보대사
- 2015년 4대 사회악근절 홍보대사
- 2018년 의성군 홍보대사
- 2019년 재능나눔 홍보대사
- 2019년 대한체육회 홍보대사

## 출연

### 방송

#### 드라마
- 1982년 MBC 《호랑이 선생님》
- 1987년 KBS 1TV 《토지》 - 똘복이 역
- 1993년 MBC 《우리들의 천국》 - 사회체육학과 과대표 역
- 1994년 MBC 《사춘기》 - 해병대 캠프 교관 역
- 1995년 SBS 《코리아게이트》 - 유성옥 역
- 1998년 MBC 《전원일기》 - 손동춘 역
- 1999년 MBC 《왕초》 - 한철민 역
- 2000년 SBS 《경찰특공대》 - 장석기 역
- 2000년 MBC 《황금시대》 - 소련군과 대치하는 일본군 군관 역
- 2001년 MBC 《호텔리어》 - 이갑수 역
- 2001년 KBS 2TV 《동양극장》 - 히로시 역
- 2002년 KBS 2TV 《천국의 아이들》
- 2002년 SBS 《야인시대》 - 김관철 역
- 2003년 KBS 2TV 《저 푸른 초원 위에》 - 김용두 역
- 2003년 KBS 2TV 《진주 목걸이》 - 뮤지컬 기획자 역
- 2004년 KBS 1TV 《불멸의 이순신》 - 가토 기요마사 역
- 2005년 SBS 《세잎클로버》 - 권상우 역
- 2006년 KBS 2TV 《화랑전사 마루》 - 고간 역
- 2008년 KBS 1TV 《산너머 남촌에는》
- 2008년 MBC 《이산》 - 정조 죽이려는 자객 역
- 2008년 SBS 《행복합니다》 - 이영태 부장 역
- 2009년 MBC 《돌아온 일지매》 - 양포 역
- 2009년 KBS 2TV 《아이리스》 - 남파 아이리스 테러단 요원 역
- 2010년 SBS 《제중원》 - 이용익 역
- 2010년 MBC 《분홍립스틱》 - 용갑 역
- 2010년 KBS 1TV 《전우》 - 인민군 탈영병 역
- 2011년 KBS 2TV 《KBS 드라마 스페셜 연작 시리즈 - 특별수사대 MSS》 - 한순식 역
- 2011년 JTBC 《빠담빠담… 그와 그녀의 심장박동소리》
- 2012년 KBS 1TV 《대왕의 꿈》 - 길달 역
- 2014년 TV조선 《불꽃 속으로》 - 최달호 역
- 2015년 KBS 1TV 《징비록》 - 가토 기요마사 역
- 2016년 MBC 《옥중화》 - 고대길 역
- 2017년 MBC 《훈장 오순남》 - 박 비서 역
- 2020년 KBS 2TV 《비밀의 남자》 - 구천수 역
- 2022년 KBS 2TV 《신사와 아가씨》 - 맥주 빨리 마시기 진행자 역 (특별 출연)
- 2023년 KBS 2TV 《비밀의 여자》 - 이영수 역

#### 시트콤
- 1996년 SBS 《LA아리랑》
- 1998년 MBC 《남자 셋 여자 셋》 - 볼링연습소의 볼링 코치팀장 이정용 역
- 2000년 MBC 《세 친구》 - 전창걸이 사장으로 있고 윤다훈이 영업실장으로 있는 피트니스 센터 코치 이정용 역 (카메오 출연)
- 2001년 MBC 《세 친구》 - 질투男 이정용 역 (카메오 출연)
- 2001년 경인방송 《립스틱》 - 스포츠 마사지 관리사 이정용 역 (카메오 출연)
- 2002년 MBC 《연인들》 - 스턴트맨 이정용 역 (카메오 출연)
- 2006년 MBC 《소울메이트》

#### 교양
- 2009년 KBS 1TV 《TV는 사랑을 싣고》 - 게스트 (2009.07.17)
- 2010년 OBS경인TV 《건강버라이어티 올리브》 - MC (2010.09.21~2011.11.29)
- 2012년 C채널 《토닥토닥》 - 출연자 (2012.11.29~2013.05.02)
- 2017년 KBS 1TV 《아침마당》 - 게스트 (2017.11.22)
- 2018년 KBS 1TV 《아침마당》 - 게스트 (2018.02.26)
- 2018년 KBS 1TV 《아침마당》 - 게스트 (2018.03.26)
- 2018년 MBC 《휴먼다큐 사람이 좋다》 - 출연자 (2018.04.17)
- 2018년 KBS 1TV 《아침마당》 - 게스트 (2018.05.14)
- 2018년 KBS 1TV 《아침마당》 - 게스트 (2018.10.04)
- 2019년 KBS 1TV 《6시 내고향》 - 〈오! 만보기〉 - 리포터 (2019.07.30~) 유행어 오 만보기 파이팅 6시 내고향 파이띵 대한민국 파이띵야 이후에 새로운 고향 소식을 풍성한 고향 소식을 힘 과 에너지를 전하며   물러 가도록 하겠습니다 물러 갈까 합니다 물러 갑니다 파이띵야 를 외치면서 끝난다
- 2019년 KBS 1TV 《아침마당》 - 게스트 (2019.11.20)
- 2020년 KBS 1TV 《아침마당》 - 게스트 (2020.03.12)
- 2020년 KBS 1TV 《아침마당》 - 게스트 (2020.03.30)
- 2020년 KBS 1TV 《아침마당》 - 게스트 (2020.05.14)
- 2020년 KBS 1TV 《TV쇼 진품명품》 - 쇼감정단 (2020.07.05)
- 2021년 KBS 1TV 《TV쇼 진품명품》 - 쇼감정단 (2021.12.05)

#### 예능
- 1997년 MBC 《오늘은 좋은날》 - 〈울엄마〉
- 1997년 MBC 《오늘은 좋은날》 - 〈풍운의 별〉
- 1997년 MBC 《오늘은 좋은날》 - 〈이상한 나라의 앨리스〉
- 1998년 MBC 《오늘은 좋은날》 - 〈비련천사 2〉
- 2008년 KBS 1TV 《가족오락관》 - 남성팀 (2008.02.02)
- 2008년 KBS 1TV 《가족오락관》 - 남성팀 (2008.08.30)
- 2009년 MBC 《세상을 바꾸는 퀴즈》 - 게스트 (2009.05.02)
- 2010년 SBS 《스타주니어쇼 붕어빵》 - 출연자 (2010.09.11~2014.10.05)
- 2013년 SBS 《정글의 법칙 K》 - 출연자 (2013.02.11)
- 2015년 SBS 《글로벌 붕어빵》 - 출연자 (2015.04.26)
- 2015년 유튜브 《이정용 TV》 (웹 예능) - MC (2015.12.29~)
- 2018년 TvN 《둥지탈출 3》 - 〈베트남〉 - 출연자 (2018.05.01~2018.05.08)
- 2018년 울산방송 《전국 TOP 10 가요쇼》 - 출연자 (2018.07.05)
- 2018년 매일방송 《속풀이쇼 동치미》 - 게스트 (2018.08.25)
- 2018년 KBS 2TV 《노래가 좋아》 - 출연자 (2018.09.29)
- 2018년 OBS경인TV 《스타가요쇼》 - MC (2018.11.11~2020.04.25)
- 2019년 MBC 《미스터리 음악쇼 복면가왕》 - 참가자 (어디냐고 여쭤보면 항상 양화대교) (2019.03.03)
- 2019년 MBC 에브리원 《대한외국인》 - 게스트 (2019.08.14)
- 2019년 KBS 1TV 《전국노래자랑》 - 〈경상북도 문경시 편〉 - 출연자 (2019.12.22)
- 2021년 매일방송 《보이스킹》 - 참가자 (2021.04.20)
- 2021년 매일방송 《보이스킹》 - 참가자 (2021.05.25)
- 2021년 OBS경인TV 《독특한 연예뉴스》 - 인터뷰 (2021.08.24)
- 2021년 TvN 《유 퀴즈 온 더 블럭》 - 게스트 (2021.10.06)

### 영화
- 1997년 《마지막 방위》 - 친구들 역
- 2000년 《건》 (단편 영화) - 공비 역
- 2000년 《멀미》 (단편 영화) - 인서 역
- 2000년 《배니싱 트윈》 - 사내 2 역
- 2002년 《예스터데이》 - 오근 형사 역
- 2002년 《뚫어야 산다》 - 어묵 역
- 2004년 《도마 안중근》 - 송병준 역
- 2005년 《친절한 금자씨》 - 기둥 서방 역
- 2005년 《야수와 미녀》 - 형사 역
- 2005년 《오로라 공주》 - 백 형사 역
- 2006년 《싸이보그지만 괜찮아》 - 차영군 이모부 역
- 2009년 《돌멩이의 꿈》 - 문 형사 역
- 2014년 《미조》 - 재구 역

### 공연

#### 연극
- 1988년 《햄릿》 - 햄릿 왕자 역
- 2006년 《아트》 - 규태 역 (2006.06.29~2006.09.03)

#### 뮤지컬
- 1993년 《레 미제라블》 (1993.05.09~1993.05.15)
- 1994년 《마지막 춤은 나와 함께》 (1994.03.05~1994.04.03)
- 1994년 《웨스트 사이드 스토리》 (1994.09.14~1994.09.15)
- 1995년 《그리스 록큰롤》 - 디제이 역 (1995.01.12~1995.02.05)
- 1995년 《그리스 록큰롤》 - 디제이 역 (1995.03.07~1995.03.17)
- 1998년 《그리스》 - 빈스폰테인 역 (1998.03.28~1998.04.19)
- 2004년 《미녀와 야수》 - 가스통 역 (2004.08.08~2005.01.23)
- 2005년 《그리스》 - 케니키 역 (2005.10.01~2006.01.01)
- 2007년 《빙고》 (2007.10.19~2007.12.31)
- 2007년 《지저스 크라이스트 수퍼스타》 - 빌라도 역 (2007.01.13~2007.02.04)
- 2011년 《원효》 - 대토 역 (2011.04.22~2011.06.12)
- 2011년 《피터팬》 - 후크 역 (2011.07.23~2011.08.07)
- 2011년 《피터팬》 - 후크 역 (2011.08.13~2011.08.27)
- 2011년 《원효》 - 대토 역 (2011.11.05~2011.11.27)
- 2012년 《피터팬》 - 후크 역 (2012.05.17~2012.05.20)
- 2013년 《요셉 어메이징》 - 파라오 역 (2013.02.12~2013.04.11)
- 2013년 《여수》 (2013.03.26)
- 2013년 《하이스쿨 뮤지컬》 - 볼튼 코치 역 (2013.07.02~2013.09.01)

#### 콘서트
- 2017년 《낭만콘서트》 - MC (2017.08.27)

### 뮤직비디오
- 2010년 이정용 - 〈한잔 두잔〉

### 광고
- 2017년 한국교통안전공단 전좌석 안전띠 홍보영상

## 음반

### 정규
- 2019년 《가자! 청춘나이트》
  - CD 1
  - 〈내 나이가 어때서〉
  - 〈안동역에서〉
  - 〈둥지〉
  - 〈뿐이고〉
  - 〈우연히〉
  - 〈사랑은 연필로 쓰세요〉
  - 〈아파트〉
  - 〈돌아와요 부산항에〉
  - 〈남행열차〉
  - 〈노란샤쓰 입은 사나이〉
  - 〈청바지 아가씨〉
  - 〈토요일은 밤이 좋아〉
  - 〈철없던 사랑〉
  - 〈한동안 뜸했었지〉
  - 〈어쩌다 마주친 그대〉
  - 〈젊은 그대〉
  - 〈여행을 떠나요〉
  - CD 2
  - 〈시계바늘〉
  - 〈무시로〉
  - 〈무조건〉
  - 〈챔피언〉
  - 〈포기하지마〉
  - 〈불티〉
  - 〈황홀한 고백〉
  - 〈나어떡해〉
  - 〈불놀이야〉
  - 〈고향역〉
  - 〈슬퍼지려 하기전에〉
  - 〈고래사냥〉
  - 〈너〉
  - 〈빗속의 여인〉
  - 〈해변으로 가요〉
  - 〈그건 너〉

### 싱글
- 2010년 《한잔 두잔 / 나만 사랑해줘요》
  - 〈한잔 두잔〉
  - 〈나만 사랑해줘요〉
  - 〈한잔 두잔 (Inst.)〉
  - 〈나만 사랑해줘요 (Inst.)〉
- 2017년 《The Present》
  - 〈주인공〉
  - 〈아내에게〉
  - 〈주인공 (Inst.)〉
  - 〈아내에게 (Inst.)〉
- 2020년 《Everybody Fighting》
  - 〈Everybody Fighting〉
  - 〈Everybody Fighting (MR)〉

## 도서
- 2013년 《나는 아빠다 (배우 이정용의 몸만들기 프로젝트)》 (알에이치코리아)

## 수상 및 후보
| 연도 | 시상식                          | 부문                          | 작품                    | 결과 |
| ---- | ------------------------------- | ----------------------------- | ----------------------- | ---- |
| 1997 | MBC 코미디대상                  | 남자 신인상                   | 《오늘은 좋은날》       | 수상 |
| 2012 | SBS 연예대상                    | 베스트 패밀리상 (With 이믿음) | 《스타주니어쇼 붕어빵》 | 수상 |
| 2013 | 머슬마니아                      | 클래식부문 1위                | 빈칸                    | 수상 |
| 2019 | ICN 경기도 머슬 & 모델 챔피언십 | 베스트 애슬레틱               | 빈칸                    | 수상 |